# Nakagawa, Fukuoka
Nakagawa (japanska: 那珂川市?, Nakagawa-shi) är en stad i Fukuoka prefektur i södra Japan. Den fick stadsrättigheter 2018.